# BBC News (canal de televisão)
A BBC News, anteriormente conhecida como BBC News 24, é um canal doméstico de notícias pertencente ao Grupo BBC. Surgiu em novembro de 1997. É o canal doméstico equivalente ao BBC World News, canal internacional de notícias, também pertencente à BBC.

## História

Logo de BBC News (2008-2019).

Logo de BBC News (2019-2022).

O BBC News 24 estava originalmente disponível para assinantes digitais terrestres, de satélite e de televisão a cabo. Até hoje, ele e o BBC Parliament continuam sendo os únicos canais "digitais" da BBC disponibilizados aos assinantes de cabo analógico. Essa cobertura foi aprimorada em 1998 com o advento da televisão digital no Reino Unido, permitindo que os telespectadores via satélite e televisão digital terrestre também visualizassem o serviço. Inicialmente, era difícil obter um satélite digital ou um receptor terrestre sem uma assinatura da Sky ou da ONdigital, respectivamente, mas agora o canal faz parte importante dos pacotes de canais Freeview e Freesat.
A BBC dirigia o canal internacional de notícias BBC World por dois anos e meio antes do lançamento da BBC News 24, em 9 de novembro de 1997. A Sky News teve uma mão livre com notícias domésticas por mais de oito anos (desde 5 de fevereiro de 1989) e sendo de propriedade da News Corporation, seus documentos foram usados para criticar a BBC por ampliar sua produção de notícias.

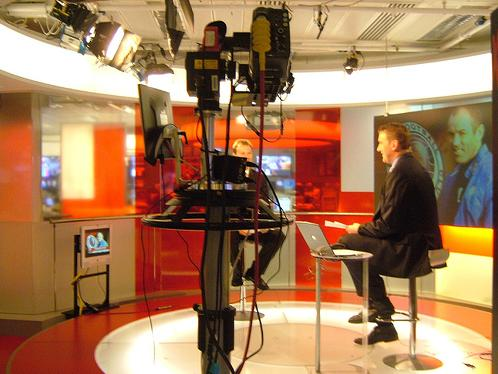
Estúdio da BBC News, nos tempos da BBC News 24.

A Sky News se opôs à quebra de seu monopólio, reclamando dos custos associados à operação de um canal que apenas uma minoria poderia ver a partir da taxa de licença . A Sky News alegou que vários operadores de cabo britânicos foram incentivados a transportar o News 24 (que, como canal financiado por uma taxa de licença, foi disponibilizado gratuitamente a esses operadores) em preferência ao comercial Sky News.
No entanto, em setembro de 1999, a Comissão Europeia decidiu contra uma queixa feita pela Sky News de que o canal de financiamento público era injusto e ilegal sob a lei da UE. A Comissão decidiu que a taxa de licença deveria ser considerada um auxílio estatal, mas que esse auxílio era justificado devido à missão de serviço público da BBC e que não excedia os custos reais.

## Programação

### Notícias
Cada hora consiste em manchetes em cada quarto de hora, estendidas na parte superior da hora para formar a parte principal da programação diária, embora estas estejam espaçadas com outros programas, geralmente nos finais de semana. Isso geralmente será deslocado pela cobertura de notícias, incluindo relatórios e entrevistas ao vivo. Este canal também fornece resumos meteorológicos de meia hora por meteorologistas do BBC Weather e as notícias esportivas do centro de esporte da BBC no MediaCityUK. Às 21:25 é transmitida uma previsão do tempo global e 21:55 Tempo para a semana seguinte.

#### Notícias de última hora
A BBC mantém diretrizes para procedimentos a serem adotados para as últimas notícias. Nas notícias domésticas, o correspondente primeiro gravou um resumo de "minutos genéricos" (para uso em todas as estações e canais) e, em seguida, a prioridade era reportar na BBC Radio 5 Live, depois no canal BBC News e em qualquer outro programa que fosse no ar. Desde a mudança da Radio 5 Live para Manchester, isso foi revertido. Para notícias estrangeiras, primeiro um "minuto genérico" é gravado, depois os relatórios são enviados para a rádio do Serviço Mundial, depois o repórter conversa com quaisquer outros programas que estão no ar.

## BBC News HD
Em 16 de julho de 2013, a BBC anunciou que um simulcast de alta definição (HD) da BBC News seria lançado no início de 2014. O canal transmite no novo multiplex HD da BBC em Freeview. A produção em HD da BBC News foi transmitida em simultâneo na BBC One HD e BBC Two HD desde a mudança para a Broadcasting House em março de 2013. O canal foi lançado em 10 de dezembro de 2013 e lançado em todo o país até junho de 2014 (como fez BBC Four HD e CBeebies HD).